# (17187) 1999 VM72
A (17182) 1999 VU egy földközeli kisbolygó. A LINEAR projekt keretében fedezték fel 1999. november 1-jén.